# Venevisión
Venevisión (Веневісьон — від ісп. абревіатури «венесуельське телебачення») — венесуельська безкоштовна телевізійна мережа, що належить Grupo Cisneros. Він був запущений 1 березня 1961 року покійним засновником Дієго Сіснеросом.
Це один із найбільших виробників теленовел разом із Televisa, TV Azteca (обидві – Мексика), Telemundo (США), TV Globo (Бразилія), Caracol Televisión, RCN Televisión (обидві – Колумбія), GMA Network і ABS-CBN (обидві – Філіппіни).
З вересня 2014 року Venevisión стала найстарішою телевізійною мережею у Венесуелі та перевершила рекорд свого колишнього конкурента RCTV до його примусового закриття у травні 2007 року.

## Телевізійні програми
- Deportivas Venevisión (1961-)
- Miss Venezuela (1972-)
- Súper sábado sensacional (1972-)
- Primer Impacto (2001-)
- Portadas al Día (2005-)
- Noticias Venevisión (2006-)
- Primer contacto (2007–)
- Más allá de la Belleza (2009-)
- Close Up (2010-)
- Entrevista matutina (2016–)
- Documento Venevisión (2023–)
- Abriendo Puertas (2023-)

## Цікаві факти
У 1989 році телекомпанією «Веневісьон» був знятий популярний телесеріал Реванш (ісп. «La Revancha») з Росаліндою Серфаті у ролі Ісамар і Жаном Карлосом Сіманкасе у ролі Алехандро Мальдонадо. «Реванш» став першим венесуельським серіалом, показаним на російському телебаченні. Транслювався на каналі 2х2 у 1993-1994 роках.